# El crimen de Cuenca
El crimen de Cuenca es una película española dirigida por Pilar Miró en 1979. Está basada en hechos reales sucedidos a principios del siglo XX en los municipios de Tresjuncos y Osa de la Vega en la provincia de Cuenca. El crimen de Cuenca es también el título del libro escrito en 1979 por la guionista de la película, Lola Salvador Maldonado, en el que narra los hechos en los que está basada la película.
La película tuvo problemas para ser estrenada, ya que se encontró con la obstrucción del entonces ministro de Cultura, Ricardo de la Cierva, y con que los tribunales de justicia consideraron que "podía ser delictiva contra el Cuerpo judicial y la Guardia civil". En 1981 el Tribunal Supremo finalmente autorizó la exhibición de la película que causó un gran impacto en la sociedad española de entonces. En 2019 se estrenó el documental Regresa El Cepa, dirigido por Víctor Matellano, que aborda con especialistas, juristas, ex responsables institucionales, guionistas, miembros del equipo y actores de la película como Mercedes Sampietro o Héctor Alterio la influencia de la película.

## Reparto
- Amparo Soler Leal - Varona, esposa de Gregorio
- Héctor Alterio - Juez Emilio Isasa
- Daniel Dicenta - Gregorio Valero
- José Manuel Cervino - León Sánchez
- Mary Carrillo-  Juana, madre de José María
- Guillermo Montesinos - José María Grimaldos «El Cepa»
- Fernando Rey - Diputado Francisco Martínez de Contreras
- Mercedes Sampietro - Alejandra, sirvienta del juez Isasa
- Assumpta Serna - Manuela, esposa de José María
- Nicolás Dueñas - Primer juez
- José Vivó - Padre Rufo
- Eduardo Calvo - Don Francisco Antonio Ruiz, hacendado y alcalde
- Francisco Casares - Sargento Taboada
- Félix Rotaeta - Secretario Rodríguez
- Juan Jesús Valverde - Doctor Jáuregui
- Antonio Canal - Doctor Labarga

## Hechos históricos y argumento
El 21 de agosto de 1910, en el pueblo de Osa de la Vega, provincia de Cuenca, desaparece el pastor José María Grimaldos, apodado «El Cepa», tras haber sido visto por última vez en la carretera que une Osa de la Vega con Tresjuncos. La familia de «El Cepa» denuncia la desaparición y en las pesquisas judiciales la madre, Juana, acusa a sus dos compañeros, Gregorio Valero y León Sánchez, de haberlo matado para robarle el importe de la venta de unas ovejas. A finales de septiembre el juez municipal de Osa de la Vega remite las diligencias al juzgado de Belmonte que abre el sumario 94/1910. Tras pesquisas y diligencias este juzgado sobresee la causa en septiembre de 1911.
En 1913 llega a Belmonte un nuevo juez, Emilio Isasa Echenique, quien al poco tiempo, influenciado por los rumores del pueblo, decide reabrir el sumario. Por orden del nuevo juez, los acusados son detenidos y, torturados por la Guardia Civil, se declaran autores del crimen, aunque el cuerpo de la víctima nunca llega a aparecer. Las diligencias judiciales se prolongan durante años y el caso es remitido a la Audiencia de Cuenca, donde el fiscal pide la pena de muerte para ambos acusados. Finalmente, el 25 de mayo de 1918 el jurado popular declara a los acusados culpables del asesinato y la sala los condena a 18 años de cárcel. Por aplicación de indultos ambos salieron de la cárcel en libertad condicional el 20 de febrero de 1924 tras haber sufrido un total de once años de prisión, cinco en Belmonte y seis en distintos penales después de que se dictara sentencia.
A primeros de 1926, dos años después de que los procesados hubieran recobrado la libertad, el cura párroco de Tresjuncos recibió una carta del cura de un pueblo a 150 km, Mira, también de la provincia de Cuenca, en la que le pedía la partida de bautismo de José María Grimaldos (verdadero nombre de «El Cepa»), quien vivía allí y deseaba contraer matrimonio. En ese momento se pone en evidencia la inocencia de los que fueron condenados.

## Controversia
Sobre estos hechos auténticos, el escritor Ramón J. Sender, escribe la novela El lugar de un hombre (1939) y la directora Pilar Miró realiza una película con guion de Salvador Maldonado quien también narra los hechos en un libro publicado con el mismo título por la editorial Argos Vergara. La película es un duro alegato contra la tortura y se sobreentiende que el crimen al que se refiere el título es el cometido por la Guardia Civil al torturar a los sospechosos y por el juez Emilio Isasa Echenique.

"En mi caso descubro la película de Pilar siendo adolescente. Recuerdo que me causó una impresión muy fuerte pero no por lo explícito de las famosas torturas, sino por la cuestión que plantea sobre la amistad. Imagínate tener doce o trece años y de repente pensar, ¿llegaría a mentir o delatar a un amigo íntimo bajo coacción? ¿cómo seríamos si sufriésemos torturas? ¿En qué nos convertiríamos?".
Víctor Matellano (eldiario.es, 2019) 

La minuciosidad con la que están narradas las torturas por parte de la Guardia Civil hace que el gobierno de la Unión de Centro Democrático (UCD) se asuste, y el ministro Ricardo de la Cierva pone la película a disposición de la autoridad militar. Con ello la película quedó secuestrada durante más de año y medio, y su realizadora es objeto de un proceso militar. Finalmente es estrenada a mediados de agosto de 1981, siendo la única película española prohibida durante la democracia, tras la desaparición de la censura en 1977. La película rápidamente se convirtió en un éxito, pese a ser estrenada bajo el anagrama S, quizás por la prohibición que había pesado sobre ella y el largo proceso judicial que la rodeó durante dos años. Consecuencia de su éxito entre el público, la película llegó a recaudar la cifra récord de 461.037.195 pesetas, cuando las expectativas eran de una recaudación en torno a los dos millones y medio.

"Me parecía importante recordar lo que pasó con la película de Pilar porque aquí se siguen censurando libros, se persiguen expresiones artísticas y se condena por tuitear. Conviene no olvidar. El poder es como la energía, ni se crea ni se destruye, solo se transforma. Es más, siempre utiliza los resortes que tiene a mano para influenciar en determinados hechos y habitualmente por vía legislativa. Utilizaron vericuetos legales para prohibir la película de Pilar como ahora se utilizan para según qué intereses."
Victor Matellano (eldiario.es, 2019) 